# Синявка (Краснодарский край)
Синявка — упразднённый хутор в Лабинском районе Краснодарского края России. На момент упразднения входил в состав Вознесенского сельского округа. Исключен из учётных данных в 1997 году.

## География
Располагался на правом берегу реки Грязнуха 2-я, примерно в 1,5 км (по прямой) к юго-западу от окраины хутора Красный.

## История
По данным на 1925 год хутор Синявка состоял из 17 хозяйств. В административном отношении входил в состав сельсовета Союза 16-ти хуторов Вознесенского района Армавирского округа Северо-Кавказского края.
Постановлением заксобрания Краснодарского края от 27 мая 1997 года № 639-П хутор исключен из учётных данных.

## Население
По данным на 1925 год на хуторе проживало 159 человек, в том числе 79 мужчин и 80 женщин.